# Омутнинский уезд
Омутни́нский уе́зд — административно-территориальная единица в составе Вятской губернии РСФСР, существовавшая с 5 января 1921 года по 15 июля 1929 года. Уездный центр — город Омутнинск.

## История
Омутнинский уезд был образован 5 января 1921 года. В него вошли северные волости  Глазовского уезда, не вошедшие в состав Вотской автономной области: Афанасьевская, Бисеровская, Георгиевская, Гординская, Залазнинская, Карсавайская, Омутнинская, Пермская, Песковская, а также северо-восточные волости Слободского уезда: Кайгородская, Кирсинская, Климковская, Трушниковская и Черно-Холуницкая.
15 декабря 1924 года из Карсавайской волости Омутнинского уезда Вятской губернии в Балезинскую волость Глазовского уезда Вотской АО был передан Сизевский сельсовет, а в Понинскую волость Глазовского уезда Вотской АО — Карсавайский, Петровский, Павлушатский и Северский сельсоветы.
14 января 1929 года Вятская губерния была упразднена и Омутнинский уезд был включён в состав Нижегородской области.
10 июня 1929 года Постановлением президиума ВЦИК уезд преобразован в Омутнинский район Вятского округа Нижегородского края.

## Демография
По итогам всесоюзной переписи населения 1926 года население уезда составило 91 346 человек, из них городское — 16 500 человек.

## Административное деление
По переписи 1926 года в состав уезда входило 7 волостей, 1 город и 3 рабочих посёлка:
| № п/п | Волость       | Центр                  | Число сельсоветов | Число НП | Население |
| ----- | ------------- | ---------------------- | ----------------- | -------- | --------- |
| 1     | Афанасьевская | с. Афанасьево          | 15                | 295      | 14 028    |
| 2     | Бисеровская   | с. Бисерово            | 17                | 418      | 14 171    |
| 3     | Гординская    | с. Гордино             | 10                | 224      | 9555      |
| 4     | Кайская       | с. Кай                 | 19                | 209      | 17 735    |
| 5     | Кирсинская    | Кирсинский завод       | 4                 | 33       | 1959      |
| —     | —             | Кирсинский завод       | —                 | —        | 3887      |
| —     | —             | Песковский завод       | —                 | —        | 3406      |
| 6     | Климковская   | Климковский завод      | 4                 | 39       | 1867      |
| —     | —             | Климковский завод      | —                 | —        | 1520      |
| —     | —             | Черно-Холуницкий завод | —                 | —        | 1284      |
| 7     | Омутнинская   | г. Омутнинск           | 13                | 194      | 15 531    |
| —     | —             | город Омутнинск        | —                 | —        | 6403      |